# Тунджай Шанлъ
Тунджай Шанлъ (на турски: Tuncay Şanlı) е турски футболист роден на 16 януари 1982 в град Сакария, Турция. Той започва своята професионална кариера с местния Сакарияспор в който играе 2 години и отбелязва 32 гола. След това преминава в елитния Фенербахче. Там показва големи качества и е един от единствените футболисти след Роналдо и Айегбени Якубу, които са вкарвали хеттрик на английския шампион Манчестър Юнайтед. На 13 юни 2007 г. той подписва с английския Мидълзбро. На 15 юли той прави дебюта си срещу немския Шалке 04. Той игра само първото полувреме и е сменен на почивката, а неговия Мидълзбро загубва мача с 0:3. През летния трансферен прозорец на 2009 преминава в Стоук Сити. На 31 януари 2011 г. преминава в немския Волфсбург за сумата от 5,2 млн. евро.